# Вилькок, Хуан Родольфо
Хуан Родольфо Вилькок (исп. Juan Rodolfo Wilcock, 17 апреля 1919, Буэнос-Айрес — 16 марта 1978, Лубриано, пров. Витербо) — аргентинский и итальянский писатель.

## Биография
Отец — англичанин, мать — аргентинка итало-швейцарского происхождения. Получил инженерное образование в Буэнос-Айресском университете. Дебютировал поэтическим сборником «Книга стихов и песен» (1940, премия Аргентинского союза писателей, Муниципальная премия). В 1941 познакомился с Борхесом, Бьоем Касаресом, Сильвиной Окампо, его стихи включены в подготовленную ими «Антологию аргентинской поэзии» (1941). Работал как инженер над постройкой и реконструкцией железных дорог, издавал несколько литературных журналов. Образцовый переводчик Кафки. В 1951 путешествовал по Европе вместе с Сильвиной Окампо и А.Бьоем Касаресом, впервые побывал в Италии. В 1953—1954 жил в Лондоне, работал переводчиком в информационном бюро, выступал как музыкальный и художественный критик.
В 1955 приехал в Рим, преподавал французскую и английскую литературу, сотрудничал с Ватиканским издательством «Оссерваторе романо», публиковался в различных журналах, писал стихи, прозу, драмы и эссе на итальянском языке, переводил на итальянский произведения Борхеса, написал вместе с Сильвиной Окампо драму «Предатели» (1956). В 1957 окончательно переселился в Италию, подружился с Альберто Моравиа, Эльзой Моранте, Роберто Калассо. В 1975 обратился с прошением об итальянском гражданстве, но получил его лишь посмертно. Похоронен в Риме на знаменитом протестантском кладбище у ворот Сан-Паоло.

## Творчество
Автор стихов, прозы и драматургии с элементами гротеска и фантастики.

## Произведения
- 1940 — Libro de poemas y canciones
- 1942 — Los hermosos dias (стихи)
- 1945 — Paseo sentimental (стихи, почетная премия Аргентинского союза писателей)
- 1953 — Sexto (стихи)
- 1961 — Luoghi comuni
- 1961 — Fatti inquietanti
- 1962 — Teatro in prosa e in versi (театр)
- 1968 — Le parole morte (стихи)
- 1972 — Lo stereoscopio dei solitari
- 1972 — La sinagoga degli iconoclasti
- 1973 — I due allegri indiani
- 1973 — Il tempio etrusco
- 1974 — Italianisches Liederbuch. 34 poesie d’amore (стихи)
- 1974 — Parsifal, i racconti del Caos
- 1975 — L’ingegnere
- 1978 — Muore a Lubriano.
- 1978 — Il libro dei mostri
- 1982 — L’abominevole donna delle nevi e altre commedie (театр)

## Публикации на русском языке
- Кто такие донги?// Антология фантастической литературы. СПб: Амфора, 1999, с.182-196

## Признание
Книги Вилькока переведены на английский, французский и немецкий языки.